# 필리핀 자치령
필리핀 자치령(영어: Commonwealth of the Philippines, 스페인어: Commonwealth de Filipinas or Mancomunidad de Filipinas, 타갈로그어: Kómonwélt ng Pilipinas)은 필리핀-미국 전쟁 이후 1935년부터 1946년까지 필리핀을 점령한 미국이 필리핀을 통치한 행정 조직이었으며, '필리핀 자치 정부(타갈로그어: Malasariling Pámahalaán ng Pilipinas)'로 불리기도 한다. 제2차 세계대전 중인 1942년부터 1945년까지는 일본군이 미군을 몰아내고 필리핀을 점령하였다. 일본군은 미국에 의한 정부를 교체했고, 이후 타이딩스-맥더피 법으로 필리핀은 독립되었다. 필리핀 자치령은 필리핀 독립을 위한 과도적 행정 조직으로 만들어졌다.

## 같이 보기
- 필리핀의 역사
- 존스 법
- 파리 조약 (1898년)